# Motoaliante
Il motoaliante (definizione FAI Fédération Aéronautique Internationale) è un velivolo ad ala fissa equipaggiato di apparato propulsivo, ma capace di sostenersi in volo anche senza il suo impiego; è quindi una via di mezzo tra un aliante "puro" e un aeroplano, ma a differenza di quest'ultimo, in grado di operare in piena efficienza anche a motore spento.
Mantengono dunque le caratteristiche tipiche degli alianti, pulizia aerodinamica e notevole apertura alare, che conferiscono ai velivoli notevoli doti di veleggiatore oltre che un'efficienza elevata.
Gli apparati propulsivi sono spesso indispensabili, dato che ad oggi si raggiungono aperture alari di 30 metri; ciò permette di creare alianti ad alte prestazioni, ma rende critico un eventuale atterraggio "fuori campo" (ricerca di una "pista" adatta).

## Tipologie

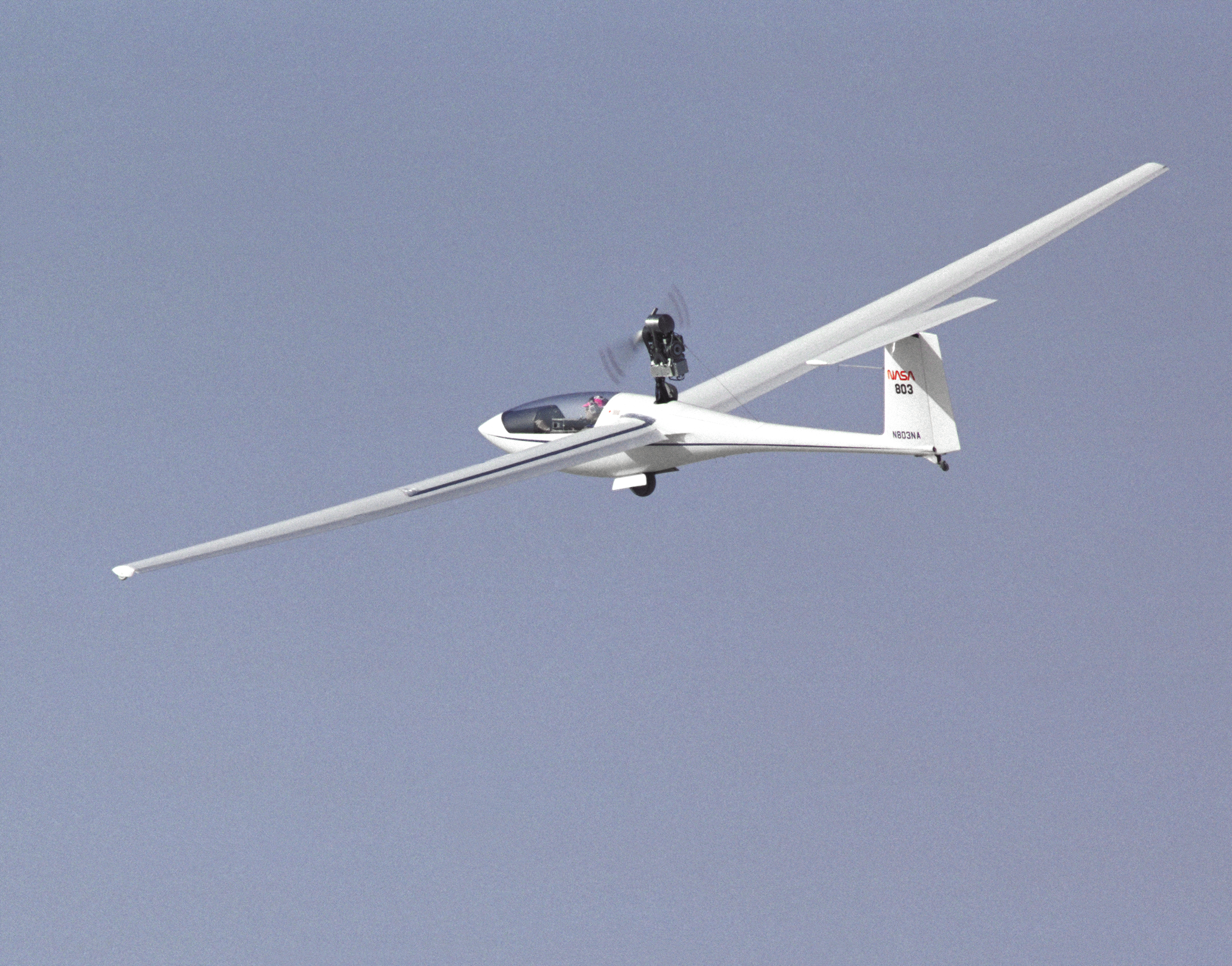
Un Eiri-Avion PIK-20E, motoaliante a decollo autonomo, fotografato in volo con il motore in funzione.

I motoalianti, a seconda delle caratteristiche, si dividono in:
- motoalianti a decollo autonomo;
- motoalianti con motore di sostentamento.

I motoalianti a decollo autonomo possiedono un motore in grado (in termini di potenza, autonomia e tipo di accensione) di portare in quota l'aliante decollando da terra.

I motoalianti con motore di sostentamento non sono in grado di rendere totalmente indipendente l'aliante; il motore è di piccole dimensioni e viene acceso solo in volo, quando il pilota lo desidera, in genere per ritornare più agevolmente al punto di partenza ed evitare atterraggi "fuori campo".
Si distinguono inoltre motoalianti:
- a motore "fisso": hanno cioè il motore sul muso come gli aeroplani normali (esistono però modelli che lo installano sulla deriva o sul dorso);
- a motore o elica "retrattile": hanno cioè la possibilità di far rientrare - e scomparire - il "pilone" (supporto dell'elica e in genere anche del motore) nella fusoliera; generalmente il motore, se retrattile, è posto sul dorso del velivolo, dietro il pilota.

L'avviamento è un'altra peculiarità che distingue le due categorie: 
- i motoalianti a motore fisso hanno generalmente un avviamento come gli aerei, sono cioè dotati di motorino d'avviamento;
- gli alianti con motore retrattile di sostentamento hanno invece un avviamento inverso: l'elica messa in rotazione dall'aria (l'aliante è già in volo) aziona il motore; la manovra d'accensione richiede perciò una perdita di quota (si esegue una piccola "affondata").

I motoalianti sono generalmente propulsi da piccoli motori a quattro tempi a 2 o 4 cilindri, dalla potenza ridotta (80-100 hp), ma sufficiente a permettere anche i decolli (dato che un aliante ha comunque un peso ridotto e soprattutto un'aerodinamica curata, che limita la resistenza); essi sono generalmente anche molto ridotti nei consumi, permettendo una lunga autonomia sia pure con piccoli serbatoi; si trovano però anche modelli di propulsori a jet, di recente progettazione, che presentano l'inconveniente degli elevati consumi; rari i motori elettrici, a volte alimentati da pannelli solari: ne sono un esempio gli aerei sperimentali pensati per le lunghe permanenze in volo come il Solar Impulse project (che si propongono anche come prototipi degli aerei ecologici del futuro), costruiti, sotto molti aspetti, secondo criteri caratteristici dei motoalianti.

## Caratteristiche che ne conseguono
Gli alianti da performance ed i monoposto in genere utilizzano principalmente il motore retrattile, dato che il motore e l'elica sono fonte di notevole resistenza. Quando questo è retratto invece il problema non si pone, permettendo di raggiungere prestazioni identiche quelle di un aliante che non presenta motore.
I motoalianti a motore fisso, sono generalmente (oggi sempre) a decollo autonomo, e le loro prestazioni sono molto limitate dalla presenza dell'elica, ed in generale dalla forma della fusoliera, che necessita di particolari tipici degli aerei come le prese d'aria; inoltre anche il carrello normalmente installato sugli alianti (monotraccia), generalmente non è adatto, per la minore altezza dal suolo; per questo, sono generalmente più dipendenti dal motore; sono generalmente biposto.
I motori di sostentamento sono sempre (almeno su alianti recenti) retrattili.

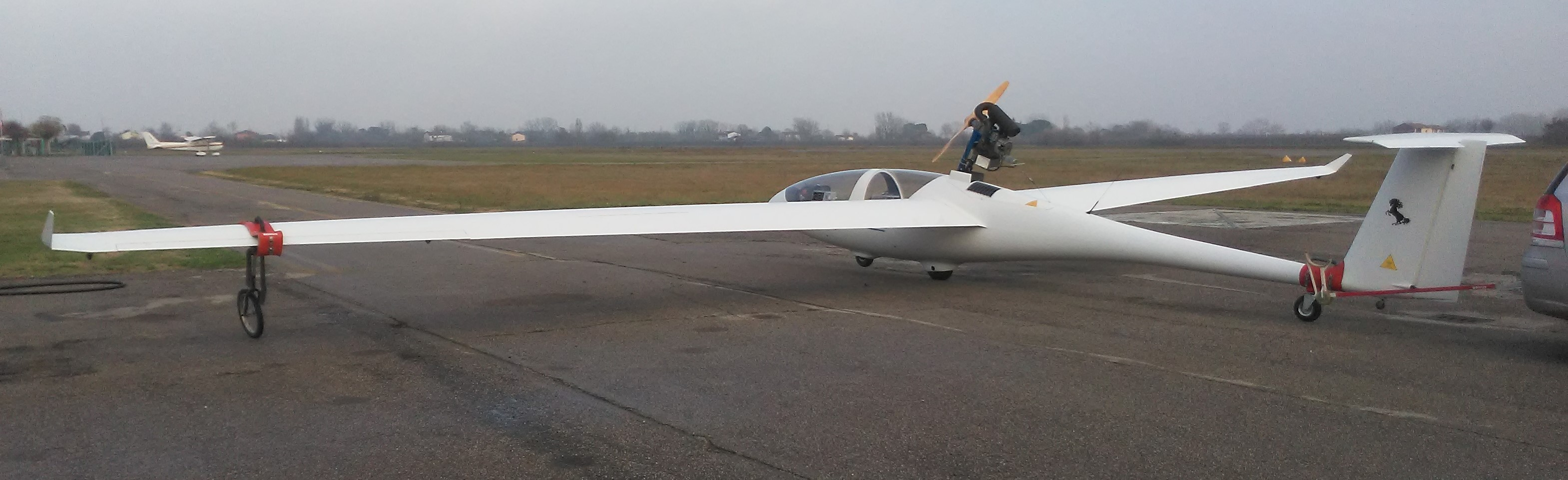
Tst 14 M Bonus con motore estratto

Esistono poi versioni con motore retrattile a decollo autonomo, la combinazione migliore, che rende totalmente indipendente l'aliante; il motore è installato generalmente su alianti classe aperta o biposto in genere.

## Alcuni motoalianti
Uno dei motoalianti più comuni fra i club è il Falke SF-25C, usato anche per l'attività addestrativa; il Flugtechnik & Leichtbau eta è un esempio eccellente della necessità di un motore. Tra i più recenti, il silent2 o i vari modelli Pipistrel, di particolare successo il lambada.